# Association canadienne des physiciens et physiciennes
L'Association canadienne des physiciens et physiciennes (en anglais : Canadian Association of Physicists ou CAP) est un vaste regroupement de physiciens œuvrant dans les milieux canadiens de l'éducation, de l'industrie et de la recherche.

## Objectifs
Cette organisation vise à sensibiliser les Canadiens et les législateurs canadiens aux questions relatives à la physique, à parrainer des événements liés à la physique, à promouvoir cette science, et les talents scientifiques associés, et à gérer des publications.L'organisme a été fondé en 1945 : le nom a évolué dans le temps et était à l'origine Canadian Council of Professional Engineers and Scientists (CCPES),. Le fonctionnement est bilingue, anglais / français.

## Récompenses
L'Association remet plusieurs médailles, parmi lesquelles :
- Médaille de l'ACP pour l'excellence en enseignement de la physique, en premier cycle[5]
- Médaille de l'ACP pour des réalisations exceptionnelles en physique industrielle et appliquée[6]
- Médaille Brockhouse[7]
- Médaille Herzberg[8]
- Médaille de l'ACP pour contributions exceptionnelles de carrière à la physique[9]
- Prix ACP-CRM de physique théorique et mathématique[10]
- Médaille de l'ACP-INO pour contributions exceptionnelles en photonique appliquée[11]
- La médaille commémorative Peter Kirkby pour services exceptionnels à la physique au Canada[12]